# Burgruine Finkenstein
Die Burgruine Finkenstein ist eine Burgruine in der Marktgemeinde Finkenstein am Faaker See in Kärnten, Österreich.

## Lage
Die Ruine liegt auf einem nach Süden steil abfallenden Felsen am Fuße der Karawanken und oberhalb des Faaker Sees.

## Geschichte
Die Burg wurde erstmals 1142 erwähnt. Sie befand sich im Besitz der Herzöge von Kärnten und war an Ministerialen der Herzöge, welche sich nach der Burg von Finkenstein nannten, verlehnt. (Eine Verbindung zu den erst viel später in Ostpreußen erscheinenden Finck von Finckenstein ist unwahrscheinlich.) Im Jahre 1223 kam es zu einem Streit zwischen Heinrich von Finkenstein und Bischof Heinrich von Bamberg, dem Besitzer der Burg Federaun, um den Übergang des Flusses Gail. Nach dem Aussterben der Kärntner Finkensteins Anfang des 14. Jahrhunderts ging der Besitz an die Herzöge von Kärnten über, die seit 1335 die Habsburger waren. 1508 übergab Kaiser Maximilian die Burg und die Herrschaft an Siegmund von Dietrichstein. Jetzt wurde von dieser Burg aus das Herrschaftsgebiet der Dietrichsteiner in Kärnten weiter ausgebaut. Die Burg blieb bis 1861 im Besitz der Dietrichsteiner. Seit dem Ende des 18. Jahrhunderts wird sie nicht mehr bewohnt.

## Baubeschreibung

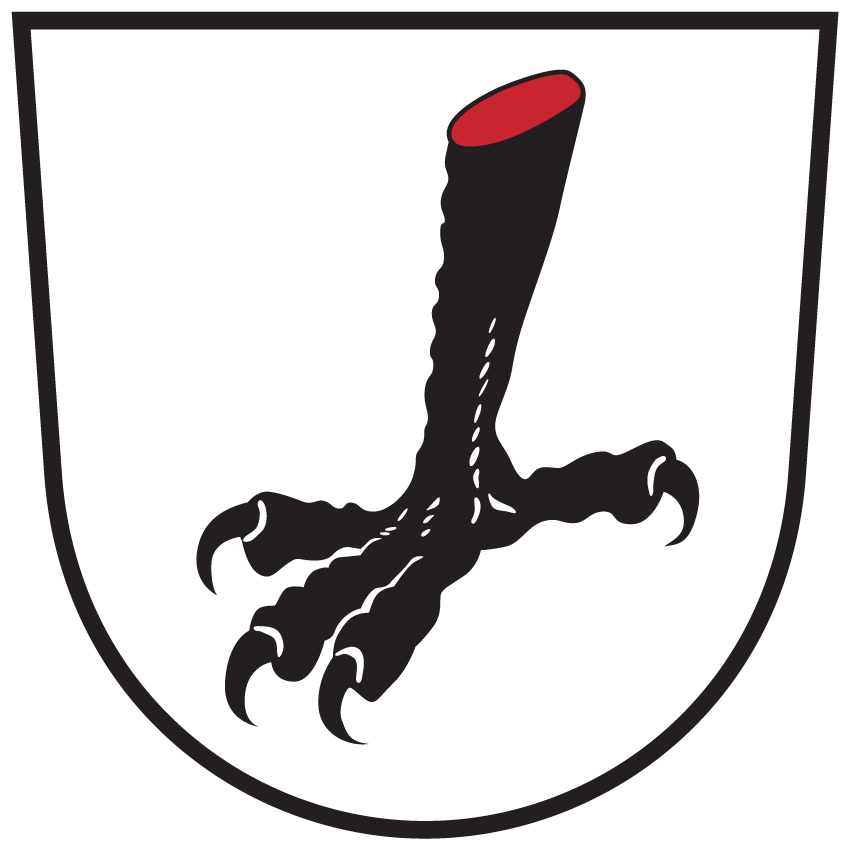
Wappen der Herren von Finkenstein, später Bestandteil des Wappens der Dietrichsteiner, heute Ortswappen

Die ältesten Teile der Burg sind romanisch. In der zweiten Hälfte des 15. Jahrhunderts erfolgte ein Umbau im spätgotischen Stil. Anfang des 16. Jahrhunderts wurden die vier Tore in die Hochburg gebaut. Beim ersten östlichen Tor befindet sich Mauerwerk, das ins 13. Jahrhundert zurückgeht und damit zum ältesten der Burg gehört. Das zweite östliche Tor war vermutlich mit einem Fallgitter versehen. Das dritte östliche Portal, nach 1508 errichtet, zeigt einen profilierten Kielbogen mit den Wappen der Dietrichstein im Scheitel. Seitlich neben dem dritten Tor befindet sich ein kleiner Rundturm aus dem 14./15. Jahrhundert mit ihm Obergeschoß erhaltenen Reste eines von halbrunden Wanddiensten mit Kapitelring getragenen Gewölbes. Im dem Tor folgenden kleinen Zwinger befinden sich noch Überreste einer älteren Toranlage.

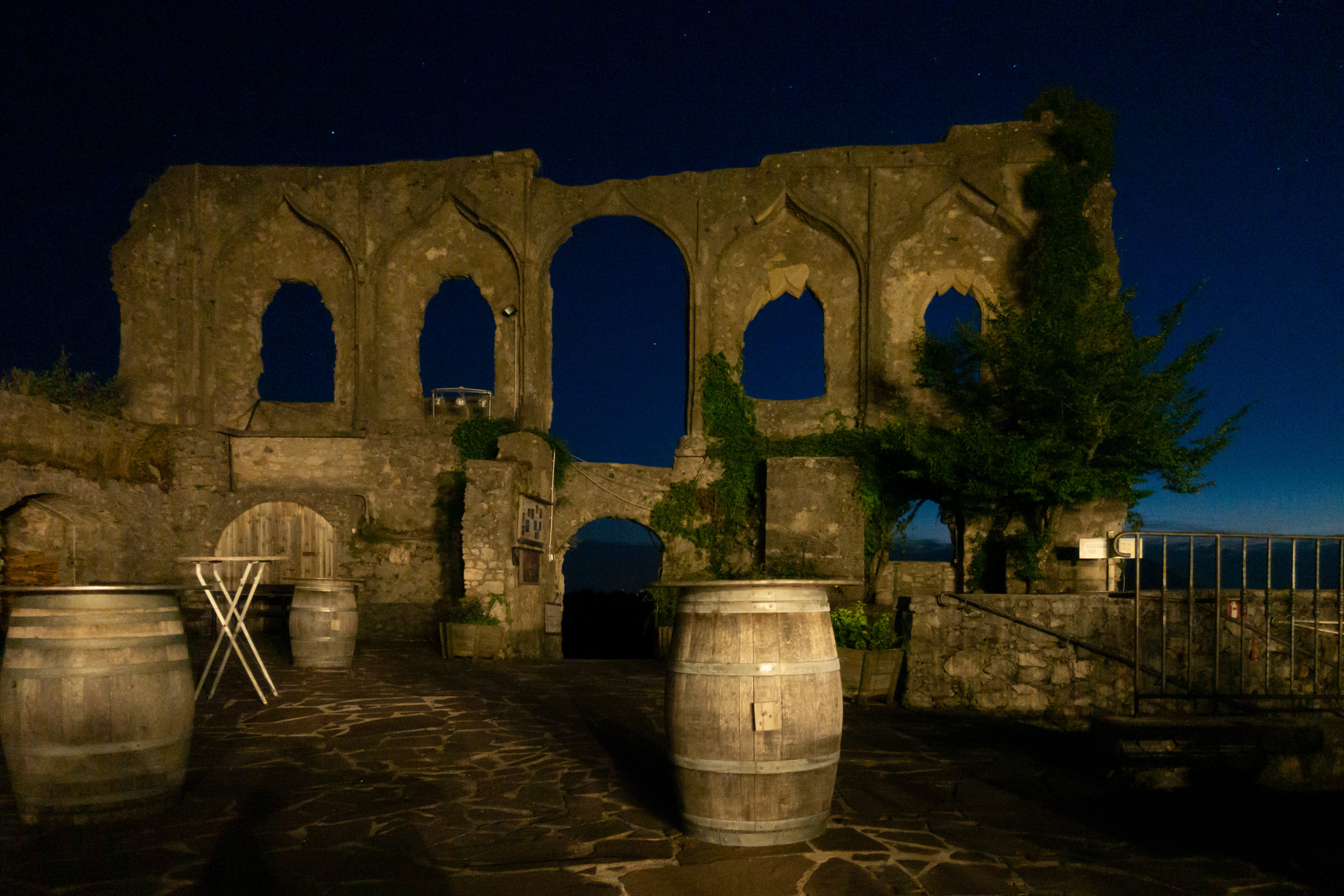
Burgruine Finkenstein, Westfassade des spätgotischen Palas mit Kielbogenfenstern

Der Bergfried mit den Maßen 7 × 7 Meter ist im Inneren nicht mehr zugänglich. Er ist in Bruchsteinmauerwerk mit Eckquadern errichtet und stammt vermutlich aus dem 12. Jahrhundert. Er befindet sich in der Südostecke der Burganlage. Nach den Zeichnungen von Markus Pernhart zu schließen, war er noch 1860 bedeutend höher als heute. Sein Hocheinstieg könnte sich demnach über den heutigen Restband befunden haben. Ihm angebaut ist ein spätgotischer Treppenturm. Im Südflügel befindet sich die ehemalige Burgkapelle Heiliger Bartholomäus, die in der Apsis mit 5/8-Schluss Überreste spätgotischer, profilierter Gewölbedienste aufweist. Die Konsolen der Dienste liegen knapp unter dem heutigen Fußbodenniveau. Die 15 Meter lange, bis in die Höhe des 2. Geschoßes erhaltene Westwand des Palas ist als Schmuckfassade im zweiten Geschoß durch flache Kielbogennischen und Wandvorlagen mit Runddiensten gegliedert, außerdem weist sie vier profilierte Kielbogenfenster auf. In der Mitte zwischen den vier Fensters befindet sich der ebenfalls mit einem Kielbogen geschmückte ehemalige Zugang zum nicht mehr erhaltenem, außen angebrachten, Balkon. Unterhalb des Balkonzugangs im Erdgeschoß, dort wo man sich heute zur Veranstaltungsarena begibt, führte ein Tor zum großen Zwinger, der in Friedenszeiten eventuell als Ziergarten diente.

## Heutige Nutzung

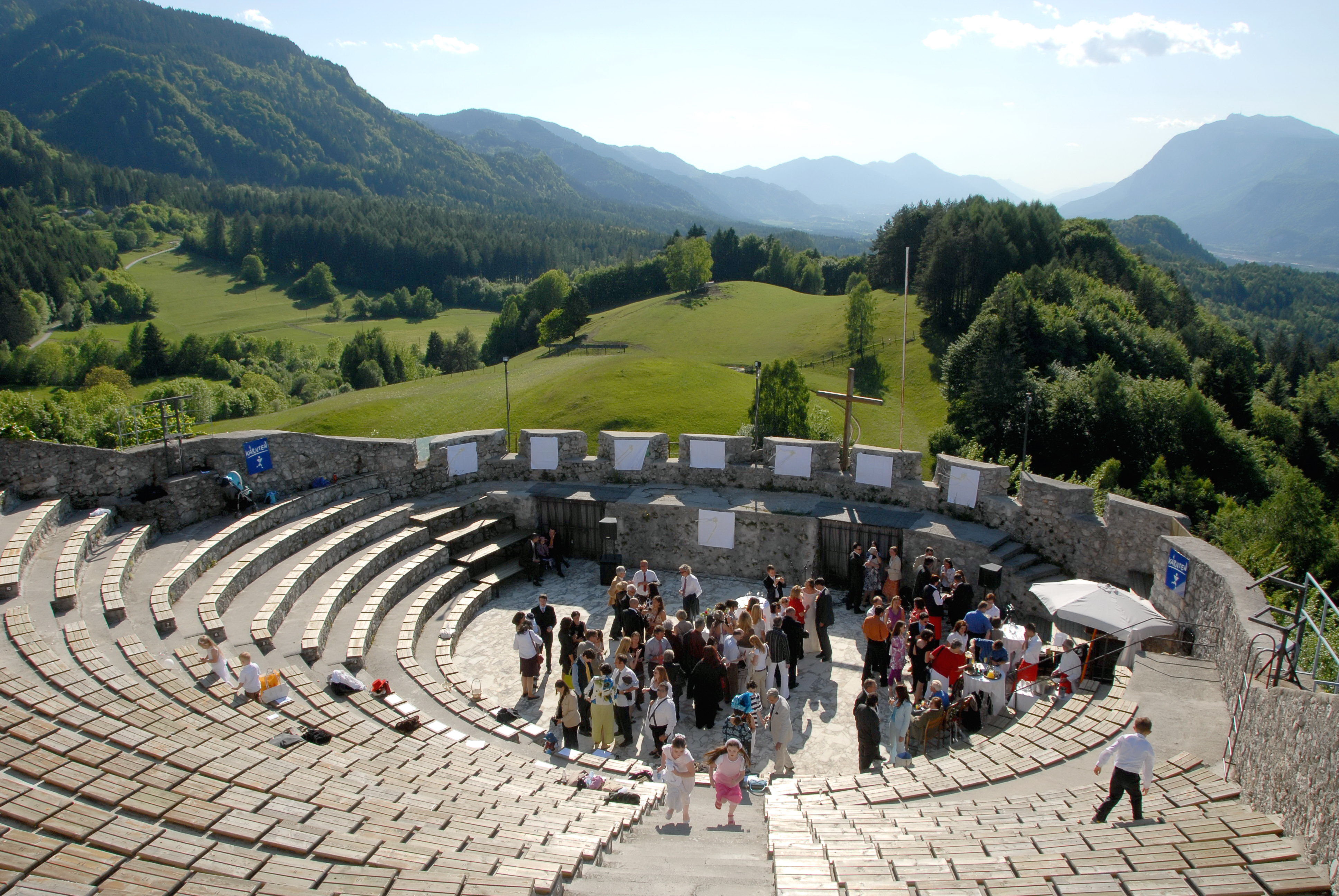
Arena in der Burgruine Altfinkenstein (2007)

Eigentümer der Burg war der Konzertveranstalter Gerhard Satran senior. Die von ihm errichtete Burgarena mit 1150 Plätzen wurde von Anfang Juli bis Anfang September zu Festspielaufführungen genutzt. In der Burg befindet sich auch ein Restaurant, das durch einen Brand im Oktober 2008 stark in Mitleidenschaft gezogen wurde. Dieses wurde 2009 saniert und war seitdem auch wieder in den Sommermonaten (April – Oktober) in Betrieb.
Die Burgarena diente 1986 als Kulisse des Falco-Konzerts im Film Geld oder Leber von und mit Mike Krüger und als Kulisse einiger Konzerte in der Serie Ein Schloß am Wörthersee, beides produziert vom Unternehmen Lisa Film. Nach dem Tod Gerhard Satrans im Mai 2015 gab die Eigentümerfamilie Satran im Februar 2020 bekannt, die Burgruine verkaufen zu wollen. Im Juli 2020 wurde sie von der „Tomas Group“ des oberösterreichischen Tourismus-Investors Thomas Seitlinger erworben. Er betreibt die Burg als Veranstaltungsstätte und Ausflugsziel sowie das Lokal weiter und begann im März 2022 mit Sanierungsarbeiten. Geplant ist auch die Errichtung eines Panoramalifts im Herbst 2022, um einen barrierefreien Zugang zu ermöglichen.